# GT Bicycles
Pour les articles homonymes, voir GT.

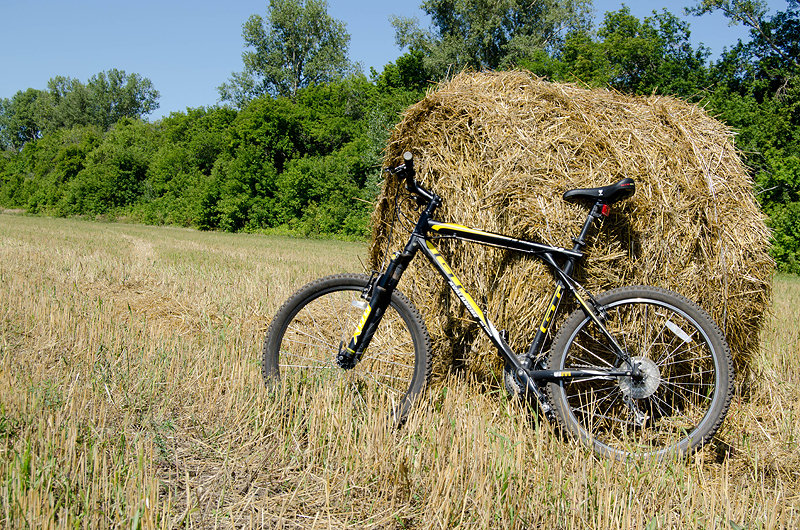
GT Avalanche 1.0

LGT Bicycles est un fabricant américain de BMX, de VTT et de vélos de route.
L'histoire de GT commence en 1979 lorsque Gary Turner eut l'idée de fabriquer un vélo pour son fils, puis il a commencé à créer d'autres modèles.
GT est devenu vraiment célèbre grâce au GT pro performer, avec comme rider Eddie Fiola (en), qui créa une excellente réputation au fabricant.
Plus tard, GT se mit au BMX Race et connut depuis un renouveau dû au succès de son cadre « Ultra Box », champion du monde en 2000 avec Thomas Allier.
GT est également présent sur les courses de descente avec les célèbres riders Steve Peat ou encore Nicolas Vouilloz.
La renommée de GT s'est faite grâce à son cadre « triple triangle » que l'on reconnait principalement sur le Zaskar (le VTT XC de pointe de la gamme) permettant d'avoir les vélos les plus rigides du marché malgré la diminution de poids.
Aujourd’hui la gamme s’articule autour de 21 vélos complets et de 8 cadres nus.
GT est aussi une des premières marques à proposer un cadre en carbone (avec inserts en aluminium pour les raccords) pour ses vélos de descente, sur le GT LTS Team. Ce cadre fut d'abord testé et approuvé en compétition. Muni d'une biellette à basculement sur laquelle était disposé l'étrier de frein à disque arrière, il assurait une fonction d'anti-plongement au freinage jamais vue auparavant.
En 2019, l’équipe GT Factory Bmx Europe est créée ; son team manager est Stéphane Garcia, par ailleurs président du BMX club de Sarrians.
De nombreux athlètes se sont équipés avec des vélos GT dont :
- Hans Rey
- Nicolas Vouilloz
- Romain Mahieu
- Camille Maire
- Alison Dunlap
- Steve Peat
- Roland Green
- Rachel Atherton, Dan Atherton, Gee Atherton
- Martin Maes
- Brage Vestavik
- Wyn Masters
- George Brannigan
- Noga Korem
- Joey Foresta